# Olympische Jugend-Sommerspiele 2010/Teilnehmer (Brasilien)
| Gelbes Symbol für Goldmedaillen mit stilisierten Olympischen Ringen | Graues Symbol für Silbermedaillen mit stilisierten Olympischen Ringen | Braundes Symbol für Bronzemedaillen mit stilisierten Olympischen Ringen |
| ------------------------------------------------------------------- | --------------------------------------------------------------------- | ----------------------------------------------------------------------- |
| 2                                                                   | 3                                                                     | 1                                                                       |

Die Jugend-Olympiamannschaft aus Brasilien für die I. Olympischen Jugend-Sommerspiele vom 14. bis 26. August 2010 in Singapur bestand aus 81 Athleten.

## Athleten nach Sportarten

### Basketball
Mädchen
- Joice Coelho
- Stephanie de Oliveira
- Érika Leite
- Isabela Ramona
3×3: 6. Platz

### Boxen
Jungen
- David da Costa
Weltergewicht: Gold

### Fechten
Jungen
- Guilherme Melaragno
Degen Einzel: 11. Platz
Mixed: 7. Platz (im Team Amerika 2)

### Handball
| Mädchen - Bronze - Fran Rocha - Patricia da Silva - Fernanda Marques - Ana Vieira - Larissa Araújo - Juliana de Araújo - Caroline Martins - Daise Souza - Keila Alves - Lais da Silva - Isadora Garcia - Thayanne Lopes - Deborah Nunes - Mirian Galvão | Jungen - 4. Platz - Ricardo Assef - Leonardo de Oliveira - Filipe Rocha - Victor Campos - Andre Leal - Daniel Luz - Rodolfo de Oliveira - Andre de Sousa - Fulvio Volpe - Matheus Dias - Fernando Dutra - Matheus Francisco - Roney Franzini - Arthur Malburg |

### Judo
| Mädchen - Flávia Gomes Klasse bis 63 kg: Silber | Jungen - Matheus Marcia Machado Klasse bis 66 kg: 9. Platz Mixed: 5. Platz (im Team New York) |

### Kanu
Jungen
- Isaquias Queiroz
Kanu-Einer Sprint: 7. Platz
Kanu-Einer Slalom: DNF (Viertelfinale)

### Leichtathletik
| Mädchen - Jéssica dos Reis 100 m: 6. Platz - Tamara de Sousa 100 m Hürden: 12. Platz - Natania Habitzreiter 400 m Hürden: 8. Platz - July da Silva 2000 m Hindernis: 6. Platz - Andressa Fidelis Weitsprung: 13. Platz - Saionara Pavanatto Kugelstoßen: 14. Platz | Jungen - António Cesar Rodrigues 200 m: 8. Platz - Leandro de Araújo 400 m: 5. Platz - Joseilton Cunha 1000 m: 5. Platz - Jean da Silva 110 m Hürden: 8. Platz - Ioran Etchechury 2000 m Hindernis: DNF (Finale) - Felipe Hickmann Hochsprung: 14. Platz - Thiago Braz Stabhochsprung: Silber - Caio César dos Santos Weitsprung: Gold Staffellauf: Gold (im Team Amerika) - Paulo Sérgio Oliveira Dreisprung: 5. Platz |

### Moderner Fünfkampf
| Mädchen - Mariana Laporte Einzel: 24. Platz Mixed: 24. Platz (mit Ján Szalay Slowakei) | Jungen - William Muinhos Einzel: 17. Platz Mixed: 17. Platz (mit Manon Carpentier Frankreich) |

### Radsport
- Mayara Perez
- William Alexi
- Leandro Miranda
- Guilherme Pineyrua
Mixed: 13. Platz

### Reiten
- Guilherme Foroni
Springen Einzel: 9. Platz
Springen Mannschaft: 5. Platz (im Team Südamerika)

### Rudern
Jungen
- Tiago Braga
Einer: 5. Platz

### Schießen
Jungen
- Felipe Almeida Wu
Luftpistole 10 m: Silber

### Schwimmen
| Mädchen - 4 × 100 m Freistil: 5. Platz 4 × 100 m Lagen: 7. Platz - Alessandra Marchioro 50 m Freistil: 4. Platz 100 m Freistil: 5. Platz 50 m Brust: 4. Platz 4 × 100 m Freistil Mixed: 9. Platz - Carolina Bergamaschi 50 m Freistil: 7. Platz 100 m Brust: 27. Platz 4 × 100 m Freistil Mixed: 9. Platz - Júlia Gerotto 400 m Freistil: 11. Platz 200 m Rücken: 25. Platz 200 m Schmetterling: 5. Platz 200 m Lagen: 10. Platz 4 × 100 m Lagen Mixed: 11. Platz - Bruna Rocha 50 m Schmetterling: 9. Platz 100 m Schmetterling: 20. Platz 4 × 100 m Lagen Mixed: 11. Platz | Jungen - 4 × 100 m Freistil: 11. Platz 4 × 100 m Lagen: DNS - Victor Rodrigues 50 m Freistil: 22. Platz 100 m Freistil: 15. Platz 200 m Freistil: 13. Platz 400 m Freistil: 11. Platz 4 × 100 m Freistil Mixed: 9. Platz - Pedro de Souza 200 m Freistil: 33. Platz 4 × 100 m Freistil Mixed: 9. Platz - Pedro Costa 50 m Rücken: 8. Platz 100 m Rücken: 22. Platz 50 m Schmetterling: 4. Platz 4 × 100 m Lagen Mixed: 11. Platz - Vinicius Borges 50 m Brust: 9. Platz 100 m Brust: 24. Platz 4 × 100 m Lagen Mixed: 11. Platz |

### Segeln
| Mädchen - Wendy Richer Soares Windsurfen: 14. Platz - Claudia Mazzaferro Byte CII: 6. Platz | Jungen - Catatau Elstrodt Byte CII: 17. Platz |

### Tennis
Jungen
- Tiago Fernandes
Einzel: Viertelfinale
Doppel: Viertelfinale (mit Renzo Olivo  Argentinien)

### Tischtennis
| Mädchen - Carol Kumahara Einzel: 13. Platz Mixed: 9. Platz | Jungen - Eric Jouti Einzel: 21. Platz Mixed: 9. Platz |

### Triathlon
Jungen
- Iuri Vinuto Josino
Einzel: 22. Platz
Mixed: 11. Platz (im Team Amerika 3)

### Turnen

#### Gymnastik
| Mädchen - Harumi de Freitas Einzelmehrkampf: 11. Platz Pferd: 6. Platz Schwebebalken: 5. Platz | Jungen - Arthur Mariano Einzelmehrkampf: 21. Platz Pferd: 4. Platz |

#### Trampolinturnen
Mädchen
- Daienne Lima
Einzel: 8. Platz

### Wasserspringen
| Mädchen - Pedro Abreu Kunstspringen: 14. Platz | Jungen - Nicoli Cruz Turmspringen: 11. Platz |